# Fermage (droit français)
Le fermage est un type de bail rural dans lequel un propriétaire, le bailleur, confie à un preneur, le fermier, le soin de cultiver une terre sous contrat. Il se différencie du métayage, où le bailleur reçoit une partie de la récolte, par le fait que le bailleur du fermage reçoit un loyer annuel fixe, payable en argent, mais souvent stipulé en nature, ce qui constitue une indexation sur le cours des produits récoltés.  Le fermage est pratiqué depuis l'Antiquité.

## Histoire du fermage

### Dans l'Antiquité
La mise en valeur de l'empire romain dépend aussi des ressources de la terre : plus elles seront prolifiques, plus l'empire sera prospère. Le fermage est privilégié sur les grandes exploitations, il se situe entre le colonat et le servage. Cette pratique a été généralisée à l'ensemble de l'Empire romain.

#### Le fermage dans la loi romaine
La Lex agraria de 111 av. J.-C., mentionne l'ager privatus, terre privée, ainsi que l'affermage et les terres vectigaliennes. Le vectigal est une redevance sur les terres publiques affermées à des possesseurs.

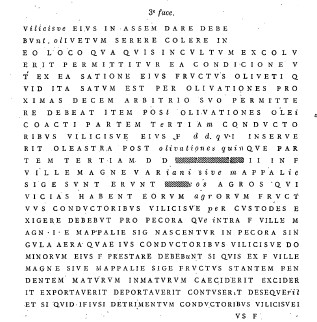
Inscriptions d'Henchir-Mettich face III

Des reprises des Lex Manciana, Ier siècle, et Lex Hadriana, IIe siècle, sont mentionnées dans les Inscriptions d'Henchir-Mettich. Les contrats de conductio sur la fiscalisation des locataires ne semblent pas repris dans l'Antiquité tardive. 
Les procureurs s'assurent de la conformité des conduciores,  fermiers d'un bien public, vis-à-vis de la lex Manciana.
Le droit de longue durée ou droit d'emphytéose, Ius emphyteuticarium, est aussi géré dans l'Antiquité tardive.

### L'éclipse du fermage au Moyen Âge
Dans le système féodal, le seigneur détient la propriété éminente des terres qu'il contrôle. Il en concède l'usage d'une partie à des tenanciers libres ou serfs qui en détiennent alors la propriété utile (à titre précaire pour les serfs) et fait exploiter à son profit le reste, la réserve. Les paysans libres paient au seigneur le cens ou le champart, les serfs le chevage. En droit féodal, ces redevances ne doivent pas être comprises comme des prélèvement sur la valeur ajoutée produite par l'exploitation (le fermage est exprimé en quintaux) mais bien comme la contrepartie de la protection que le seigneur fournit à ses tenanciers. Il n'y a donc ni fermier ni métayer du moins selon le sens actuel.
En France, avec le déclin de la féodalité, vers 1450, en même temps que disparaît le servage, le fermage réapparaît dans les riches terres du quart nord-ouest de la France. Les seigneurs et les domaines ecclésiastiques ne veulent plus exploiter eux-mêmes la réserve ; ils afferment alors ces terres qui constituent des surfaces importantes (au moins 40 ha) à des paysans de leur choix. C'est un nouveau système de mise en valeur des terres.
Avec le métayage, il a été déterminant dans la remise en valeur des campagnes françaises après les guerres et notamment après la Guerre de Cent ans. Ces deux formes de faire-valoir vont se développer progressivement sous l'Ancien Régime (1589-1791). Le cens disparaît officiellement à la Révolution.

### Le fermage moderne avant 1946
Ce témoignage d'un paysan de Taulé illustre les abus qui existaient dans le cadre du fermage avant la loi de 1946[réf. nécessaire] :
Avant le statut du fermage de 1946, les fermiers « étaient à la merci des pressions des propriétaires. Ceux-ci ne craignaient pas d'en abuser, cela expliquait (...) que tous les ans, le 29 septembre, il y eût un véritable cortège de charrettes et de bétail.(...) À la Saint-Michel, en effet, les baux arrivaient à leur terme. (...) Outre le montant du fermage, (...) [le fermier devait] aussi au propriétaire un certain nombre de journées de travail gratuit, [par exemple] trois jours de charrue (homme, cheval et matériel), un homme chaque jour pendant la durée des foins ». D'autres corvées pouvaient exister comme débarder du bois, voire nourrir le chien du propriétaire. Ce dernier pouvait en toute liberté chasser sur les terres de son fermier sans faire attention aux cultures qu'elles portaient et les rapports entre le fermier et son bailleur étaient quasi-féodaux.

### Statut du fermage en France depuis 1946
Le nombre de fermiers est encore élevé, 728 000 fermiers sont recensés en 1929.
L'avènement du statut du fermage, à l'initiative de Tanguy-Prigent, instaura le renouvellement automatique des baux et limita les clauses de résiliation à l'initiative du bailleur,. Le statut du fermage est un mode de faire-valoir indirect des biens agricoles en France, adopté à l'initiative de  François Tanguy-Prigent par la loi du 13 avril 1946 codifiée à l'article L. 411-1 et suivants du Code rural.
Les baux à ferme se renouvellent désormais perpétuellement par tacite reconduction. Ils peuvent être légués ou cédés par le titulaire, ce qui en fait une quasi-propriété.
Les baux ne peuvent être résiliés par le propriétaire que pour défaut d'exploitation du fonds, non-paiement du fermage ou expropriation pour cause d'utilité publique.
Les litiges concernant les baux ruraux relèvent en France d'une juridiction civile spéciale : le Tribunal paritaire des baux ruraux.

## Fermage ou métayage?
Les productions gérées dans le cadre du fermage sont statistiquement meilleures que les productions issues du métayage. Le fermage est plus pratiqué et rémunérateur pour le bailleur et le fermier par temps de prospérité agricole alors qu'il y a plus de demandes pour le métayage lors de crises agricoles.